# Бьёрнфлатен, Ян Ивар
Ян Ивар Бьёрнфлатен (норв. Jan Ivar Bjørnflaten; род. 1949) — норвежский лингвист, русист.
Окончил Университет Осло (1978) со специализацией в области славянских языков. В 1979—1984 гг. работал в Университете Тромсё, затем вернулся в Университет Осло, в 1988 г. защитил докторскую диссертацию и занял должность профессора славистики. По совместительству преподавал также в Тромсё и Бергене, был приглашённым исследователем в Калифорнийском университете в Лос-Анджелесе, Гёттингенском университете, Норвежском университетском центре в Санкт-Петербурге. В 2007—2010 гг. возглавлял Норвежский союз славистов.
Опубликовал монографии «Марр и лингвистические учения в Советском Союзе. К истории советского языкознания» (норв. Marr og språkvitenskapen i Sovjetunionen. Bidrag til den sovjetiske språkvitenskaps historie; 1982), «Диалектные звуковые изменения в русском языке: новации и архаизмы. Случай второй регрессивной палатализации заднеязычных в северо-восточных славянских говорах» (англ. Dialectal Sound Changes in Russian. Innovations vs. Archaisms. The Case of the Second Regressive Palatalizations of Velars in North East Slavic; 1988), учебное пособие «Введение в историю русского и славянских языков» (норв. Innføring i slavisk og russisk språkhistorie; 2005). Выступил редактором-составителем сборников «Псковские говоры. История и диалектология русского языка» (Осло, 1997) и, с соавторами, «Столетие славистики в Норвегии» (англ. A Centenary of Slavic Studies in Norway; 1998).
В 2004 г. был награждён медалью «В память 300-летия Санкт-Петербурга».